# جيم شو
جيم شو هو سباح كندي، ولد في 15 يناير 1950 في تورونتو في كندا.

## روابط خارجية
- جيم شو على موقع الاتحاد الدولي للسباحة (الإنجليزية)
- جيم شو على موقع أوليمبيديا (الإنجليزية)